# Cânion dos Apertados
O Cânion dos Apertados é uma formação natural localizada no munícípio de Currais Novos - RN - Brasil. Está localizado na Fazenda Aba da Serra, de propriedade particular. É um cânion de rocha quartzítica. Esses quartizitos são pertencentes a Formação Equador. [carece de fontes?]

## Características
Formado por demorados processos erosivos, corta a aba da Serra do Chapéu, na divisa com o vizinho estado da Paraíba.
As rochas, de embasamento cristalino, apresentam diversas formas devido á erosão.
Pelo cânion passam as águas do Rio Picuí e do Rio Currais Novos, desaguando no Açude Marechal Dutra (Gargalheiras) na vizinha cidade de Acari. Após o período das cheias, formam-se vários poços no local, orginando mananciais para matar a sede dos animais no período da seca.
Os indígenas souberam aproveitar muito bem o local. Prova disso são as inscrições rupestres deixadas por estes em alguns paredões do lugar.
Há uma grande diversidade de fauna e flora no local, podendo encontrar a caatinga muito bem preservada.